# Friedensstein (Kühlungsborn)

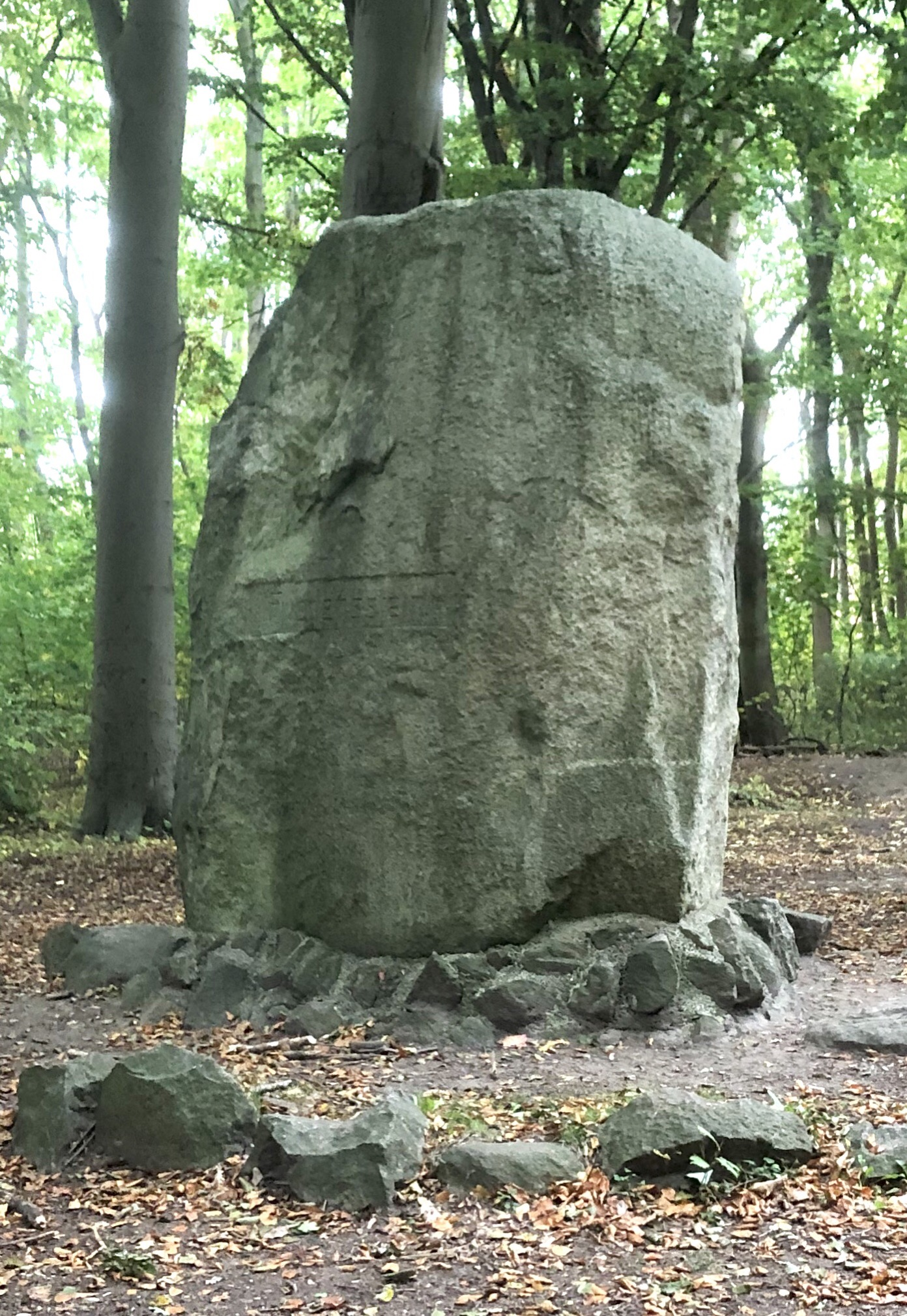
Friedensstein, 2020

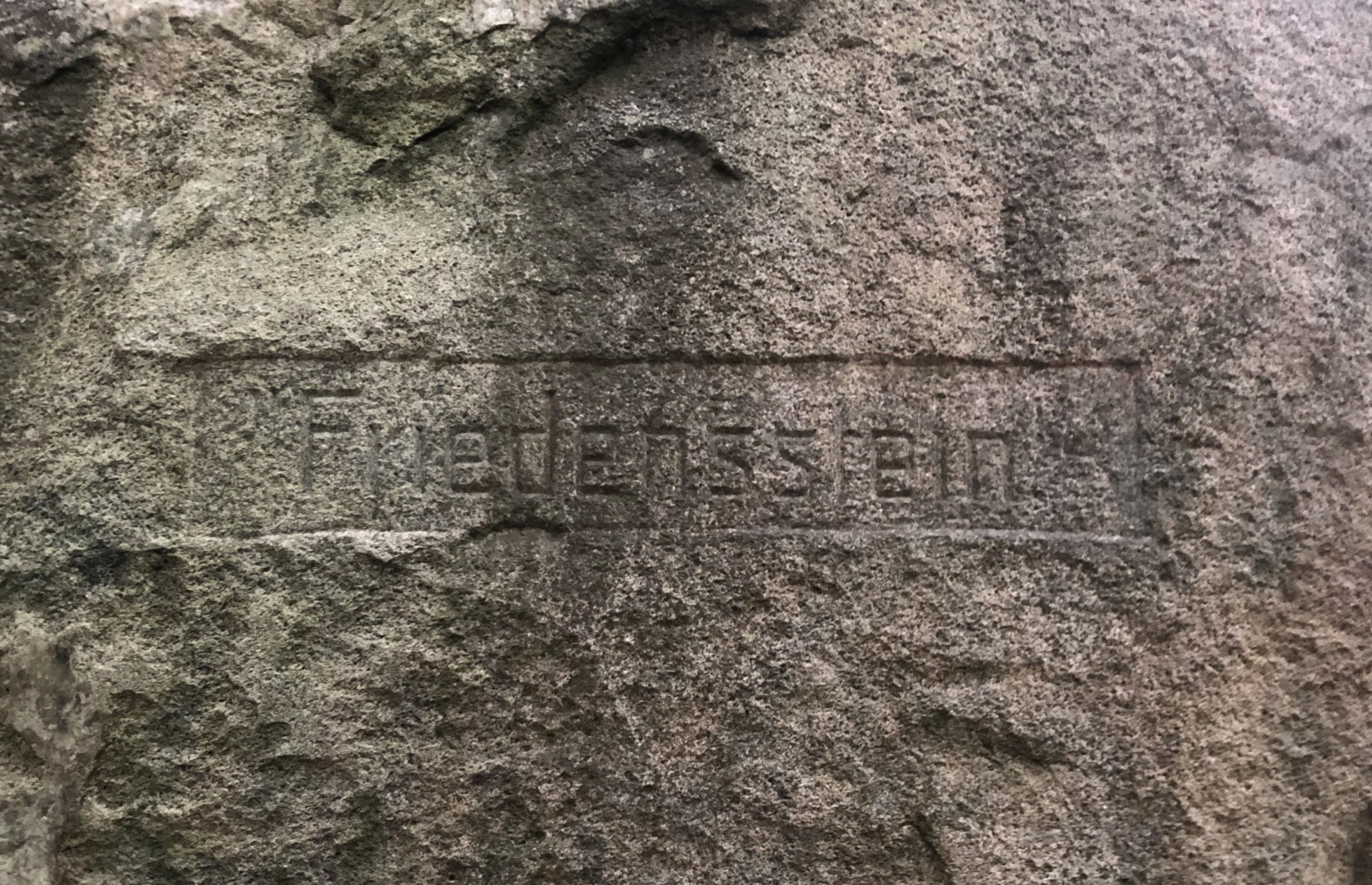
Inschrift Friedensstein

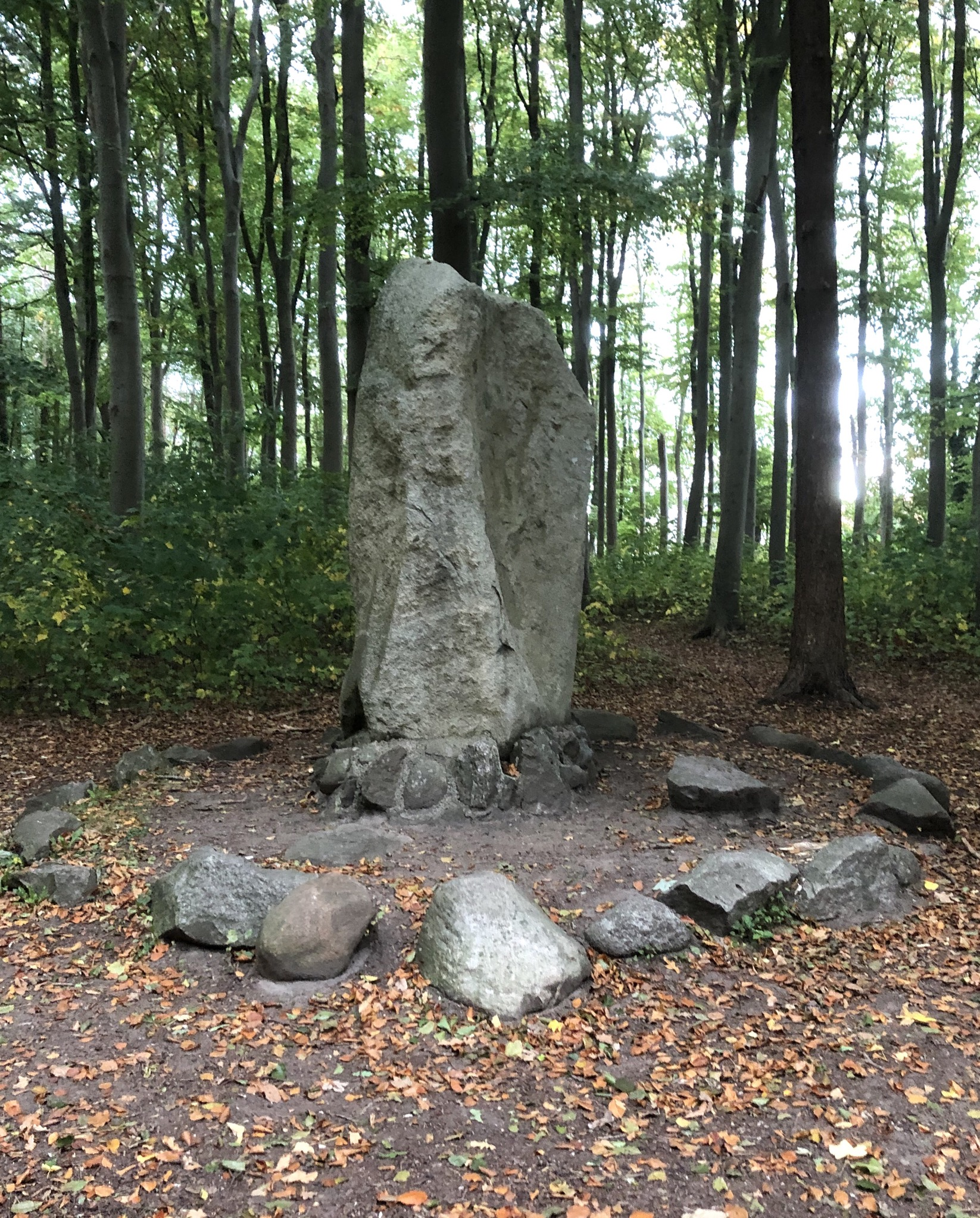
Blick von der Seite

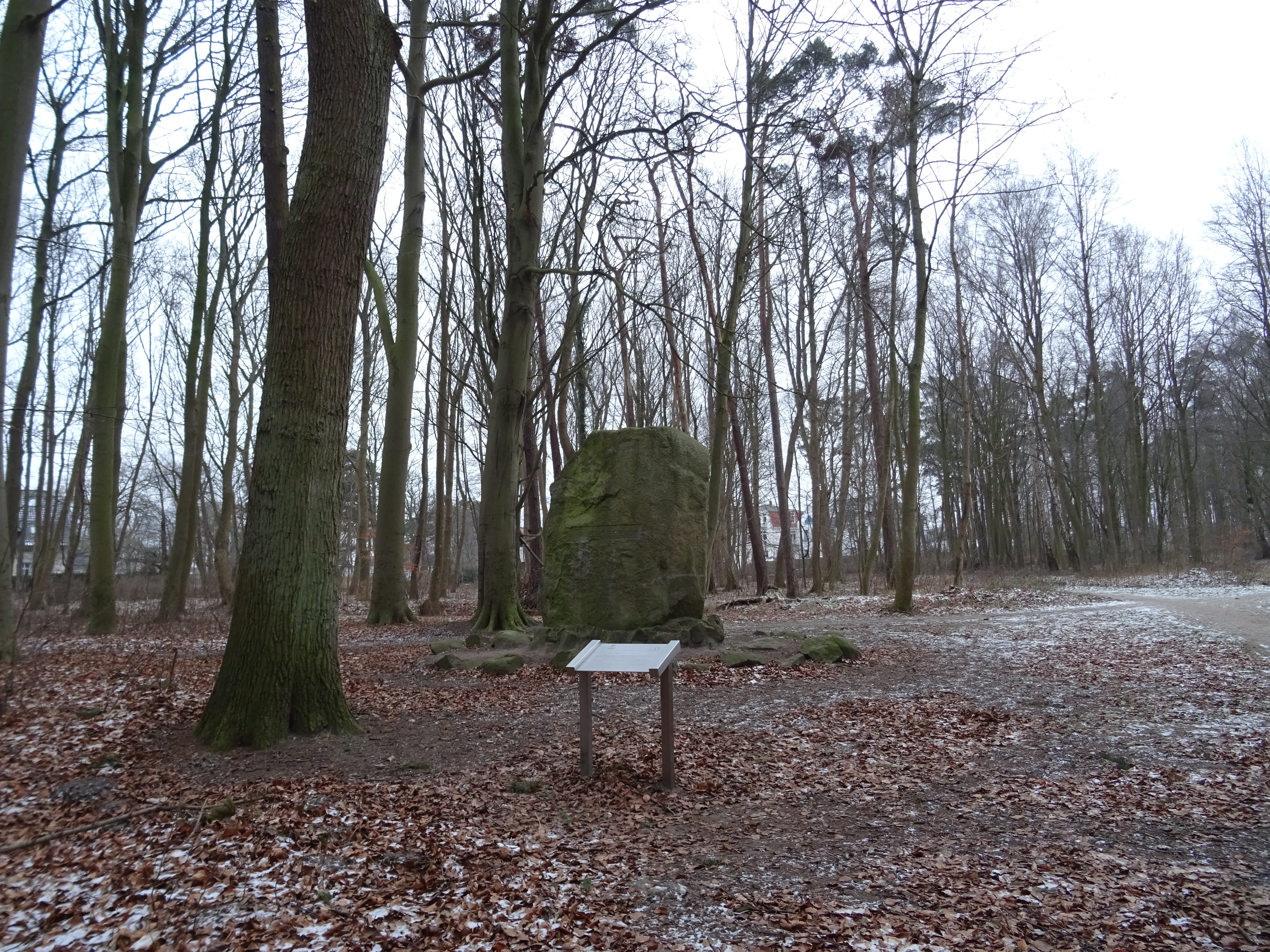
Gesamtanlage, 2019

Der Friedensstein oder auch Bismarckstein ist ein als Denkmal aufgestellter Findling in Kühlungsborn in Mecklenburg-Vorpommern.

## Lage
Er befindet sich im östlichen Teil des Stadtwald Kühlungsborn im Ortsteil Brunshaupten (Kühlungsborn-Ost). Im Umfeld aufgestellte Schilder informieren über die Geschichte des Denkmals.

## Findling
Der senkrecht stehende Findling hat ein Volumen von 5 m³ bei einer Höhe von 3,8 Metern, Breite von 2,35 Metern und einer Dicke von 1,0 Meter. Andere Angaben geben die Höhe mit 3,65 und die Breite mit 2,25 Metern an. Es handelt sich um einen Gneis, sein Gewicht wird auf 14 Tonnen geschätzt. Der Stein ist als Geotop beim Landesamt für Umwelt, Naturschutz und Geologie Mecklenburg-Vorpommern unter der Nummer G2_580 erfasst. Er wird regionalgeologisch dem Jungmoränengebiet zugeordnet.

## Gestaltung und Geschichte
Der Stein war 1906 vom Bauern Carl Rickert bei Rodungsarbeiten gefunden worden. Im Sommer 1906 ließ der Badeverein von Brunshaupten, veranlasst durch Förster Christian Schütt, den Stein freilegen und aufrichten. Es entstand die Idee, den Findling dem Gedenken an Reichskanzler Otto von Bismarck (1815–1898) zu widmen. Aus diesem Grund wurde auf einer Seite der schlichte Schriftzug BISMARCK in den Stein eingearbeitet. Die sehr schlichte Gestaltung entsprach der Empfehlung des Heimatbundes Mecklenburg. Neben dem Stein wurde eine aus dem Sachsenwald, einem Bismarck von Kaiser Wilhelm I. geschenkten Waldstück bei Hamburg, stammende Eiche gepflanzt.
Die feierliche Einweihung des Bismarcksteins fand am 9. April 1908 statt. Zugleich beging man den Geburtstag des Großherzogs Friedrich Franz IV. Um 14.30 Uhr versammelte sich der örtliche Kriegerverein sowie die Schulen in der Dünenstraße vor Westphals Hotel. Es bildete sich ein Festumzug der durch die Linden- und Strandstraße zur Neuen Reihe zog. An der Spitze des Zugs liefen das Trommler- und Pfeiferkorps der örtlichen Schule und das Musikkorps des Kriegervereins. Bei Schwermers Hotel schloss sich der Turnverein und bei Büngers Hotel der Gesangverein an. Am Gemeindebüro folgten die Gemeindevertreter von Arendsee und Brunshaupten.
Der Umzug erreichte dann den Bismarckstein, dessen Umfeld vom Kunstgärtner B. Knaack gestaltet worden war. Der Gesangsverein stimmte das Lied Die Himmel rühmen des Ewigen Ehre an. Es folgte eine Ansprache des Pfarrers Schreiber über Bismarck, den er als Baumeister des deutschen Reichs charakterisierte. Die Rede endete mit Hochrufen auf Kaiser und Großherzog. Gemeinsam wurden dann die Lieder Deutschland, Deutschland über alles und Gott segne Friedrich Franz abgesungen. Es folgten weitere Reden und Kranzniederlegungen. Zum Abschluss trug der Gesangsverein das Lied Und hörst du das mächtige Klingen vor. Der Fotograf C. Schröder aus Kröpelin fertigte Aufnahmen an. Der Festumzug formierte sich dann erneut und zog durch die Strandstraße und den Bülowweg zurück zu Westphals Hotel, wo ein Konzert und abends ein Ball stattfanden. Weitere Tanzveranstaltungen gab es in den Gasthäusern Zur Einigkeit und Zum grünen Kranze.
In der Zeit der DDR kollidierte eine Bismarckverehrung mit der sozialistischen Staatsdoktrin der DDR. Die Kühlungsborner Stadtverwaltung ließ den Stein daher 1952 umgestalten. Der Bismarck-Schriftzug wurde entfernt und durch die Inschrift Friedensstein ersetzt.